# Lego Star Wars: The Complete Saga
Lego Star Wars: The Complete Saga – gra komputerowa oparta na linii zabawek Lego Star Wars. Łączy ona poziomy z dwóch gier – Lego Star Wars: The Video Game (2005) i Lego Star Wars II: The Original Trilogy (2006). Gra została wydana przez LucasArts na PC oraz konsole Xbox 360, Playstation 3, Wii i Nintendo DS.

## Gra
Celem gry jest zebranie wszystkich złotych klocków. Jest ich 160; 120 w głównych poziomach, 3 na każdy poziom. Pierwszy jest za przejście poziomu w trybie fabularnym, drugi za zebranie wszystkich części mini zestawu Lego, a trzeci za osiągnięcie statusu „prawdziwego Jedi” (osiąga się go, zbierając odpowiednią liczbę monet Lego w poziomie). Jest też 20 w misjach łowców nagród u Hutta Jabby. Jest 6 złotych klocków za misje bonusowe i 14 do kupienia w kantynie w Mos Eisley. Kiedy zdobędzie się wszystkie złote klocki, na złomowisku na zewnątrz kantyny będzie można zbudować 'największy sekret gry'.
W grze są 62 poziomy, z czego 36 to główne poziomy: 20 to misje łowców nagród, a 6 to poziomy dodatkowe. Większość głównych poziomów są takie same, jak w oryginalnych grach, jednakże dodano poziom, w którym gracz ściga łowcę nagród Zam Wesell] (ten poziom został wycięty z gry Lego Star Wars: The Video Game). Inny poziom, który został wycięty (w którym młody Anakin Skywalker niszczy stację dowodzenia droidami), został dodany jako poziom dodatkowy.